# 新开路胡同
39°54′42″N 116°25′22″E / 39.9116015°N 116.4226717°E
新开路胡同是位于中国北京市东城区中部的一条胡同。

## 简介
新开路胡同位于建国门内大街北侧，为东西走向。该胡同东起朝阳门南小街，西到东单北大街，南和春雨胡同、北极阁胡同连通，并且有两条支巷通往北极阁三条。该胡同宽6米，全长742米，为沥青路面。
新开路胡同，明朝时属于“明时坊”，称“新开口”。清朝时属镶白旗，乾隆时期称“新开路胡同”，宣统时期称“新开路”。中华民国时期沿称。1965年北京市整顿地名时，将“小新开路”并入，改称“新开路胡同”。文化大革命中，该胡同一度改称“瑞金路六条”，后来恢复原名“新开路胡同”。
明朝时，文思院位于此胡同的东端路南。文思院是官府手工作坊之一。宋朝时便已设有文思院。《宋史·职官志》载：“掌造金银犀玉工巧之物，金彩绘素装钿之饰，以供舆辇册宝法物，凡器服之用。”明朝时，文思院隶属工部。《明史》载，文思院设大使一人，官职正九品；副使二人，官职从九品。
《京师坊巷志稿》载：宁郡王府在今新开路胡同的西端，正蓝旗官学在该胡同内。中华民国时，常山会馆、安陆会馆、丹麦驻华公使馆在该胡同。现该胡同内有建国门街道办事处等单位，其余为居民的住宅。
新开路胡同71号是薄熙来、谷开来夫妇在北京的住宅。